# Caterpillar 345C L
O Caterpillar 345C L é uma grande escavadeira hidráulica fabricada pela Caterpillar Inc. O 345C L, com 345 hp (257 kW) de potência líquida do volante, é classificada como uma grande escavadeira pela Caterpillar. Nas convenções de nomenclatura da Caterpillar, os dois últimos dígitos indicam o peso da escavadeira em toneladas métricas. O 345C L não leva o nome de sua potência. Pelo contrário, é uma coincidência que ambos utilizem o número 345. A Caterpillar produz atualmente a série 300, incluindo o 345C L.